# Levana (Heilpflege- und Erziehungsanstalt)
Die Heilpflege- und Erziehungsanstalt Levana in Baden bei Wien war eine der ersten Einrichtungen für lernbehinderte Kinder in Österreich. Sie wurde 1854 (andere Quellen schreiben 1856 bzw. 1857) von den Pädagogen Jan-Daniel Georgens, Heinrich Marianus Deinhardt und Jeanne Marie von Gayette gegründet.

## Name
Levana, der Name der römischen Schutzgöttin der Neugeborenen, erinnert an eine frühe, der Aufklärung verpflichtete, pädagogische Schrift Jean Pauls unter dem Titel Levana oder Erziehlehre (1807). Er folgt bereits am Beginn des 19. Jahrhunderts der Idee einer heilenden Erziehung und zeichnet in der Tradition Goethes das Bild für die Erziehung einer wachsenden Pflanze. Der Begriff Kindergarten zeugt noch von dieser Tradition. Jeanne Marie von Gayette bezeichnete sich selbst als große Bewunderin der Literatur Jean Pauls.

## Leitideen
1. Der Mensch ist prinzipiell entwicklungsfähig
2. Förderung der persönlichen Eigenart
3. Bereitstellung sozialer und materieller Lebensgrundlagen

## Geschichte
Einer Dissertation über Jan-Daniel Georgens von Selbmann (1982) zufolge war der Start der Einrichtung für lernbehinderte Kinder sehr schwer. Es war die erste Einrichtung dieser Art und so fehlten von Beginn an die Kinder für diese Einrichtung. Die Gründer mieteten die Braunsche Villa in Baden bei Wien und begannen für Kinder Freizeitaktivitäten zu organisieren. Ende 1856 trat das erste behinderte Kind, ein Mädchen aus dem Adel, in die Einrichtung ein. Daher ist auch die unterschiedliche Datumsangabe zu verstehen. Die Erfolge, die die Pädagogen mit der von ihnen entwickelten Beschäftigungstheorie erzielten, wurden in der Öffentlichkeit mit großer Aufmerksamkeit und Anerkennung wahrgenommen, sodass die Einrichtung in der Braunschen Villa bald zu klein wurde und die Levana nach Liesing umzog. Im Schloss Liesing war eine große Anlage mit Parkanlagen, die bis heute als geriatrisches Pflegeheim dient. Aus finanziellen Gründen musste die Einrichtung bereits nach drei Jahren 1859 geschlossen werden. 1860 wurde eine weitere Einrichtung am Kahlenberg eröffnet. Diese wurde aber bereits 1865 wieder geschlossen.

## Nachwirkungen des KonzeptsLevana
Die arbeitspädagogische und -therapeutische Orientierung der neuartigen Beschäftigungstheorie gilt bis heute als Beginn von pädagogischer Kunsttherapie und Gartentherapie. Gerade die Einbeziehung des ganzen Menschen und seiner sozialen Alltagsbewältigung ist bis heute bedeutsam. Die künstlerische Arbeit und Erziehung war nicht abgehoben von anderen Lebenszusammenhängen und sozialen Beziehungen im Alltag.
Das Bild der Pflanze, die unterschiedliche Bedingungen benötigt, um zu wachsen, war symbolhaft für die Arbeit in der Levana. Menschliche Zuneigung, unterschiedliche Aktivitäten, künstlerische Bildung und Arbeit waren Basis für psychisches Wachstum der geistig behinderten Kinder.